# Vanessa Ray
Vanessa Ray Beard (* 2. listopadu 1980, Alameda County, USA) je americká herečka a zpěvačka. Je známá hlavně díky své roli v seriálu americké televizní stanice ABC Family Prolhané krásky, kde ztvárnila postavu CeCe Drake, Charles DiLaurentis a Charlotte DiLaurentis.
Narodila se jako Vanessa Rae Liptak v Alameda County v Kalifornii, ale vyrůstala ve Vancouveru ve státě Washington. Její rodiče James a Valerie Smith Liptak pracovají také pro divadlo. Její otec je hudebník a často produkoval hudbu pro hry pro divadla ve Vancouveru. V současné době žije a pracuje střídavě v Los Angeles a New Yorku. V roce 2003 se vdala za herce Dereka Jamese Baynhama V roce 2009 se pár rozvedl. V březnu 2015 Vanessa přes Instagram na Twitter oznámila, že se po šestiletém přátelství zasnoubila s Landonem Beardem. Dne 14. června 2015 se konala svatba v malebném ranči Condor's Nest na východním kraji San Diega v Kalifornii.